# Bohol-Panglao International Airport

i8
i11
i13
Bohol-Panglao International Airport, auch bekannt als New Bohol International Airport, ist ein neuer Flughafen auf der Insel Panglao in der Provinz Bohol, Philippinen. Er ersetzt den Flughafen Tagbilaran, um dem wachsenden Passagieraufkommen aufgrund des Tourismus gerecht zu werden.
Der Flughafen wurde am 27. November 2018 durch Präsident Rodrigo Duterte eröffnet und ist seit dem 28. November 2018, 12 Stunden nach Schließung des Flughafens Tagbilaran, für kommerzielle Flüge freigegeben.